# Stadio Sandro Cabassi
Das Stadio Sandro Cabassi ist ein Fußballstadion  in der italienischen Stadt Carpi. Es bietet Platz für 4.164 Zuschauer und dient dem Verein FC Carpi als Heimstätte.

## Geschichte
Das Stadio Sandro Cabassi in Carpi, einer Stadt mit knapp 70.000 Einwohnern in der Provinz Modena in der in Italiens mittleren Norden gelegenen Region Emilia-Romagna, wurde in den Jahren 1926 bis 1928 erbaut und am 21. Oktober des letztgenannten Jahres eröffnet. Zunächst erhielt es den Namen Stadio Communale, was sich jedoch bereits nach Ende des Zweiten Weltkrieges wieder ändern sollte. Dann erhielt es seinen heutigen Namen nach Sandro Cabassi, einem Mitglied der Fronte della gioventù per l’indipendenza nazionale e per la libertà, jener Organisation, die gegen den italienischen Faschismus um Duce Benito Mussolini kämpfte und auch an der Absetzung des Diktators beteiligt war. Cabassi, seines Zeichens geboren in Carpi, starb 1944. Seither trägt das hiesige Stadion den Namen Stadio Sandro Cabassi.
Seit der Erbauung der Sportstätte 1928 trägt der Fußballverein FC Carpi dort seine Heimspiele aus. Carpi zeichnete sich in seiner Vereinsgeschichte vor allem dadurch aus, dass man jahrzehntelang durch die unterklassigen italienischen Ligen pendelte und nicht über die Drittklassigkeit hinauskam. Erst zur Saison 2013/14 gelang dem FC Carpi erstmals der Sprung in die Serie B, die zweithöchste Spielklasse im italienischen Fußball. Zuvor hatte man sich in Playoff-Spielen um den Aufstieg zunächst gegen den FC Südtirol und dann auch noch gegen den haushohen Favoriten und langjährigen Erstligisten US Lecce durchgesetzt und damit den erstmaligen Aufstieg in die zweite Liga sichergestellt.
Neben Spielen des FC Carpi fand im Stadio Sandro Cabassi auch schon eine Partie der italienischen Fußballnationalmannschaft U18 statt, die am 12. April 2011 in Carpi auf England traf und sich von ihrem Gegner mit einem 1:1-Remis trennte.
Gegenwärtig bietet das Stadio Sandro Cabassi Platz für 4.164 Zuschauer, wobei einzig knapp 700 davon Sitzplätze darstellen. Nach der erstmaligen Qualifikation für die Serie B bekam der Verein vom italienischen Verband die Auflage, dass die Kapazität, vor allem die an Sitzplätzen, unbedingt erhöht werden müsse, um die Kriterien dieser Liga zu erfüllen. Daher laufen derzeit Renovierungs- beziehungsweise Ausbauarbeiten am Stadio Sandro Cabassi, wo am 31. August Calcio Padova zum ersten Zweitligaspiel überhaupt in diesem Stadion gastierte.